# Sedum clavifolium
Sedum clavifolium är en fetbladsväxtart som beskrevs av Joseph Nelson Rose. Sedum clavifolium ingår i Fetknoppssläktet som ingår i familjen fetbladsväxter. Inga underarter finns listade i Catalogue of Life.